# گردنه پشتکوه
گردنه پشتکوه، روستایی در دهستان شمیل بخش شمیل شهرستان بندرعباس در استان هرمزگان ایران است.

## جمعیت
بر پایه سرشماری عمومی نفوس و مسکن در سال ۱۳۹۵، جمعیت این روستا برابر با ۱۴۲ نفر (۶۲ خانوار) بوده‌است.